# .мкд
.мкд — национальный домен верхнего уровня для Северной Македонии. Домен управляется македонской академической исследовательской сетью (MARnet). В ноябре 2012 года MARnet объявила, что агентство планирует ввести национальный кириллический домен. С 19 ноября по 3 декабря 2012 года агентство собирало возможные варианты для нового домена. 3 декабря Марнет выбрал шесть предложений (.мкд, .мак, .македонија, .рмкд, .рм и .рмак). На этом втором этапе процесса граждане Македонии проголосовали за окончательный вариант Македонского кириллического домена. Победивший вариант был официально объявлен в январе 2013 года.

## Результаты
На заключительном этапе выбора Национального кириллического домена было выделено шесть вариантов. Было зарегистрировано 2288 голосов, а окончательные результаты были объявлены на официальном сайте MARnet.
| Домен       | Голоса | %  |
| ----------- | ------ | -- |
| .мкд        | 1,670  | 73 |
| .мак        | 324    | 14 |
| .рм         | 155    | 7  |
| .македонија | 122    | 5  |
| .рмкд       | 10     | 0  |
| .рмак       | 7      | 0  |

Кириллический домен .мкд был официально утвержден и зарегистрирован 20 марта 2014 года.